# 指数化
在经济学里，指数化是指根据物价指数对工资的一种校正，使得公众在通货膨胀之后依然拥有相同的购买力。

## 案例
企业和工会之间的许多长期合同有工资根据消费物价指数部分或全部指数化的条款。这种条款被称为生活费用津贴或COLA。